# Elizabeth Monroe
Elizabeth Kortright Monroe (30. lipnja 1768. – New York, 23. rujna 1830.) bila je žena 5. američkog predsjednika Jamesa Monroea i 4. po redu prva dama SAD-a.